# Mata Ie (Blang Pidie)
Mata Ie is een bestuurslaag in het regentschap Aceh Barat Daya van de provincie Atjeh, Indonesië. Mata Ie telt 2992 inwoners (volkstelling 2010).